# Пимери
Пимери (тат. Пимәр) — деревня в Пестречинском районе Республики Татарстан, административный центр Пимерского сельского поселения.

## География
Деревня находится на правом притоке реки Мёша, в 15 км к востоку от районного центра, села Пестрецы.

## История
Основание деревни относят к периоду Казанского ханства.
В сословном плане, в XVIII веке и вплоть до 1860-х годов, жителей деревни причисляли к государственным крестьянам.
По данным переписей, население деревни увеличивалось с 40 душ мужского пола в 1782 году до 575 человек в 1926 году. В последующие годы численность населения деревни постепенно уменьшалась и в 2010 году составила 255 человек.
По сведениям из первоисточников, в начале XX столетия в деревне существовали мечеть, медресе.
Административно, до 1920 года деревня относилась к Лаишевскому уезду Казанской губернии, с 1930 года относится к Пестречинскому району Татарстана.

## Экономика и инфраструктура
Полеводство, молочное скотоводство; эти виды деятельности являлись основными для жителей деревни также и в XVIII-XIX столетиях.
В деревне действуют дом культуры, библиотека.